# Maison Čolić à Vranići
La maison Čolić à Vranići (en serbe cyrillique : Чолића кућа у Вранићима ; en serbe latin : Čolića kuća u Vranićima) se trouve à Vranići, sur le territoire de la ville de Čačak et dans le district de Moravica, en Serbie. Elle est inscrite sur la liste des monuments culturels protégés de la république de Serbie (identifiant no SK 904),,.

## Présentation

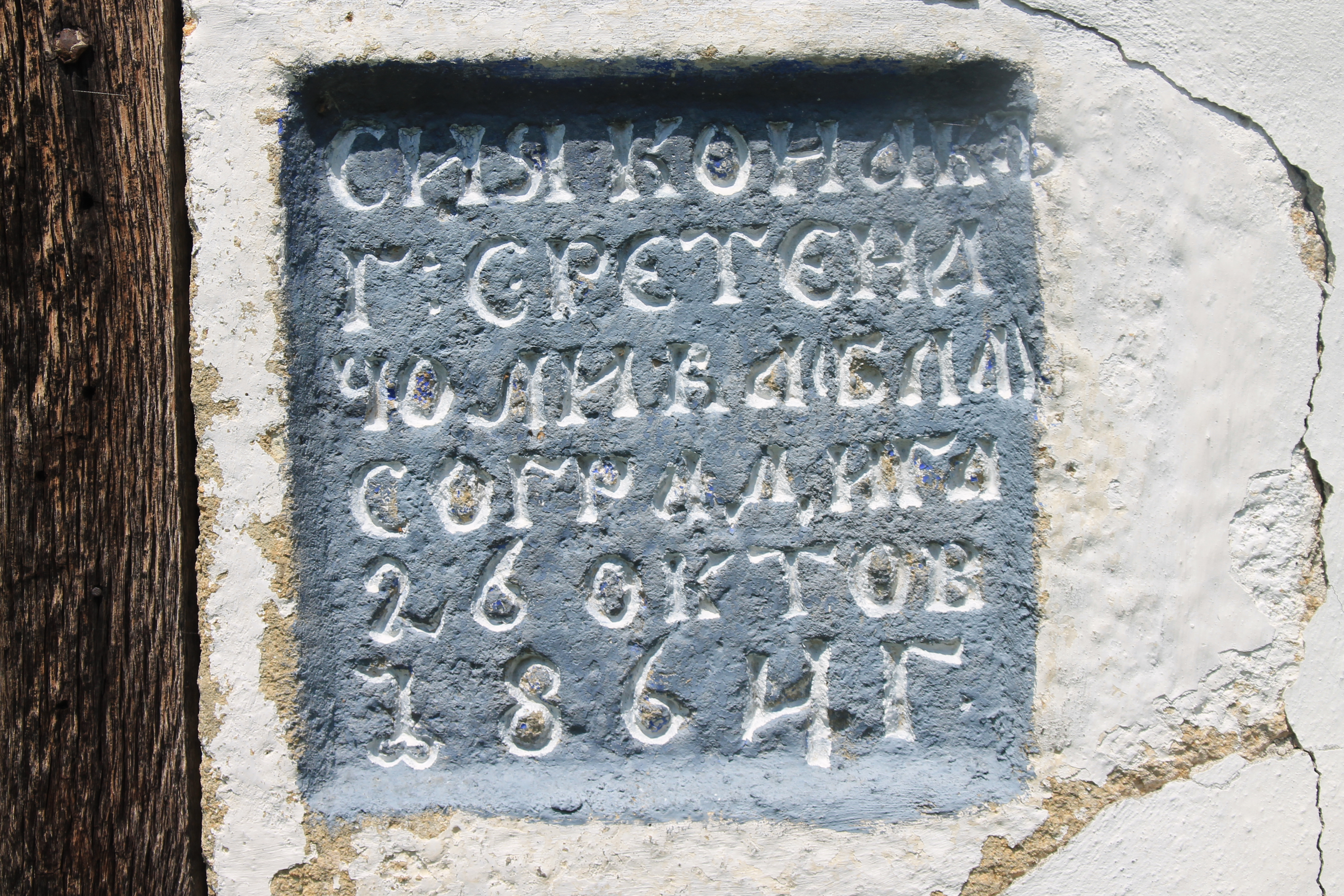
Plaque avec la date de construction.

La maison est située sur un terrain en pente douce qui descend vers la rivière Čemernica. Elle se trouve dans une propriété rurale qui comprend également des bâtiments auxiliaires comme un cellier (en serbe : kačara), une ferme (salaš), une laiterie et un four à pain.
La maison elle-même, construite au-dessus d'un sous-sol en pierre plâtré et blanchi à la chaux, est constituée d'une partie en rondins et d'une pièce construite selon la technique des colombages, plâtrée et peinte en blanc. Le toit à quatre pans est recouvert de tuiles. Devant l'entrée de la maison se trouve un doksat (sorte de galerie-terrasse) d'angle avec un garde-corps bas en briques, plâtré et blanchi à la chaux. Une plaque avec le nom du propriétaire (Sreten Čolić) et l'année de construction, 1864, a été placée à côté de l'entrée du sous-sol.
L'archiprêtre et prêtre staurophore (porte-croix) Mihailo Radović, le grand-père du poète Dušan Duško Radović (1922-1984), a vécu dans la maison. Le père de Duško Radović, Uglješa Radović, y est né, ainsi que ses tantes, dont la plus célèbre est Margita Radović, directrice du lycée de Čačak.

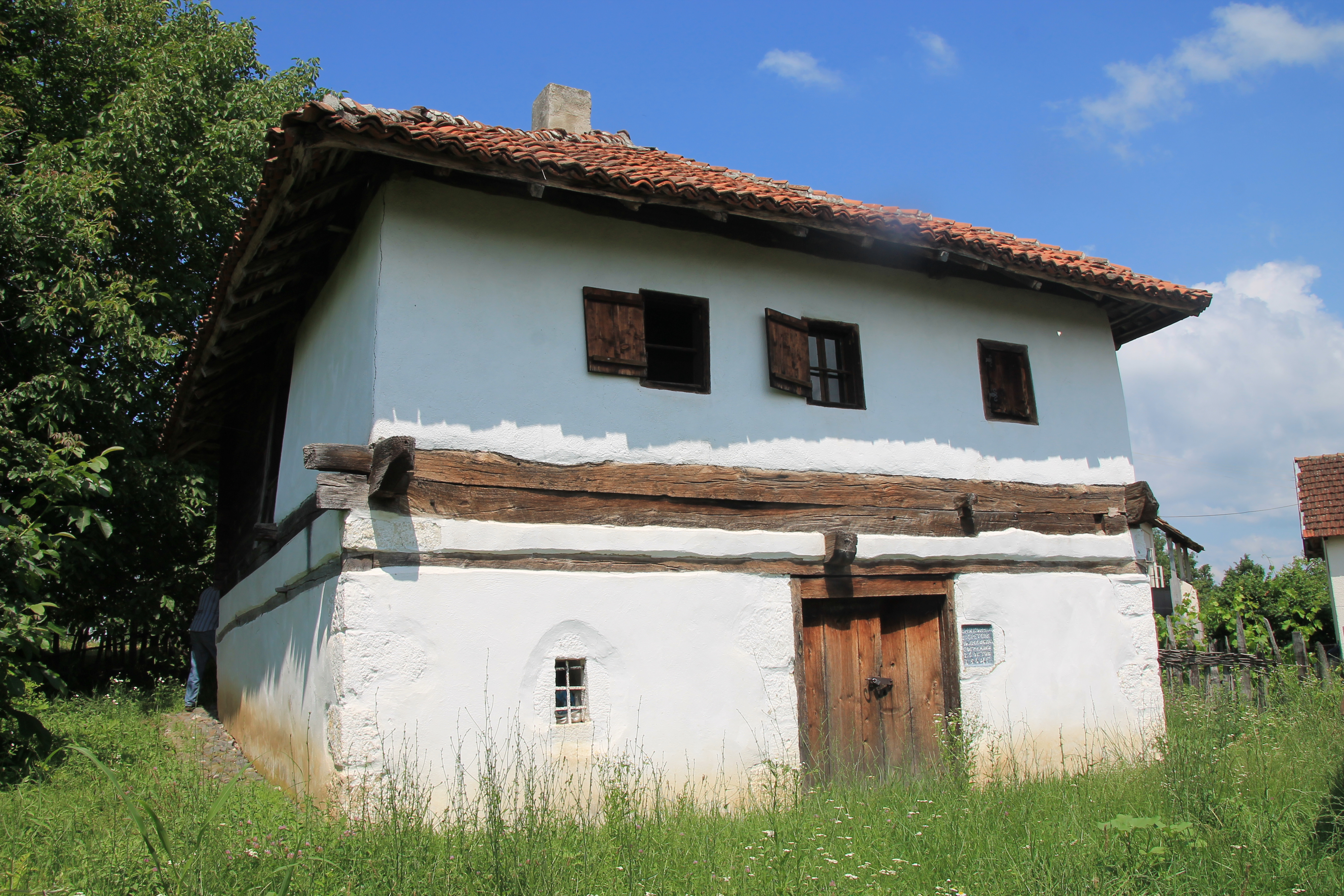
Autre vue du la maison.
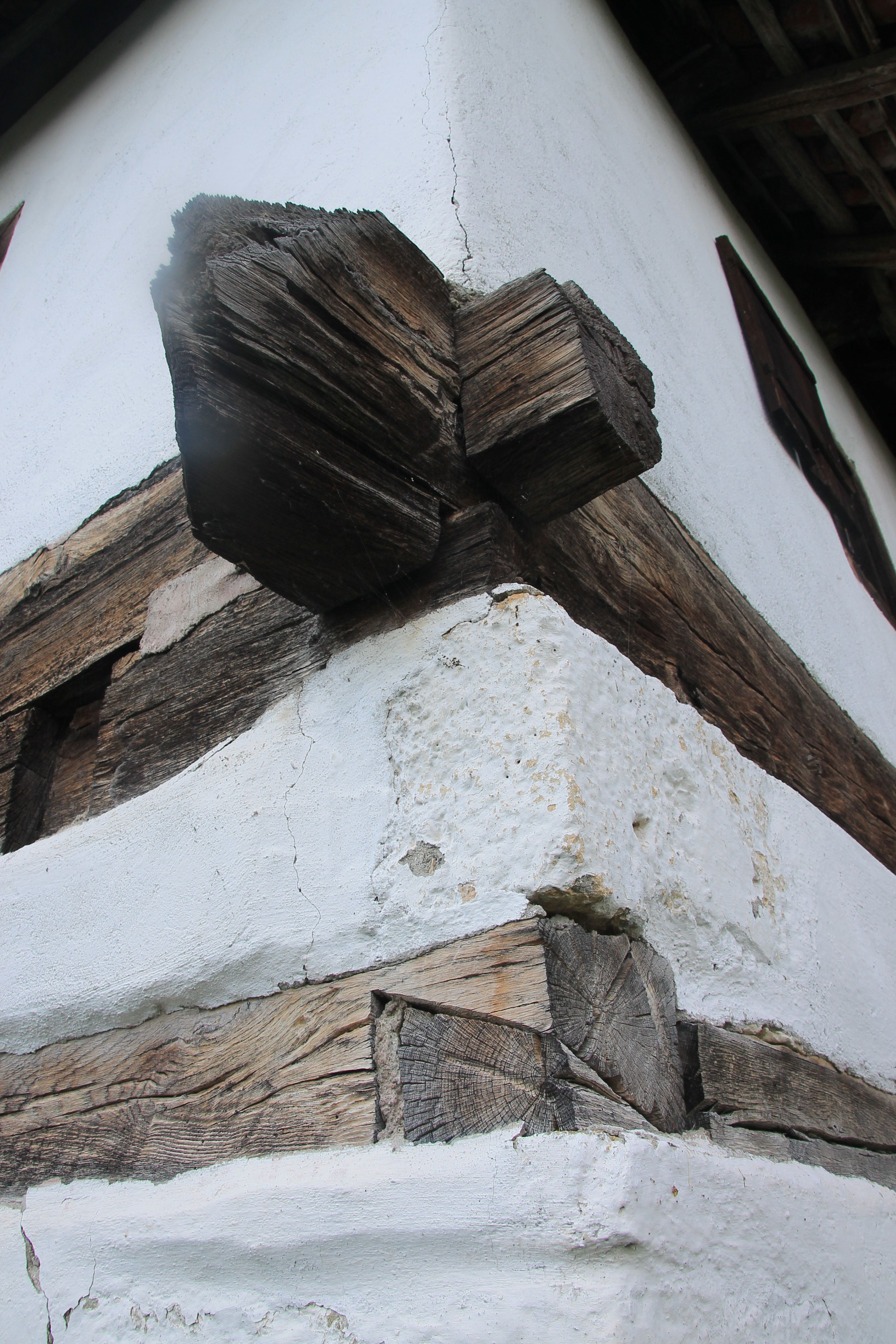
Détail de poutres.
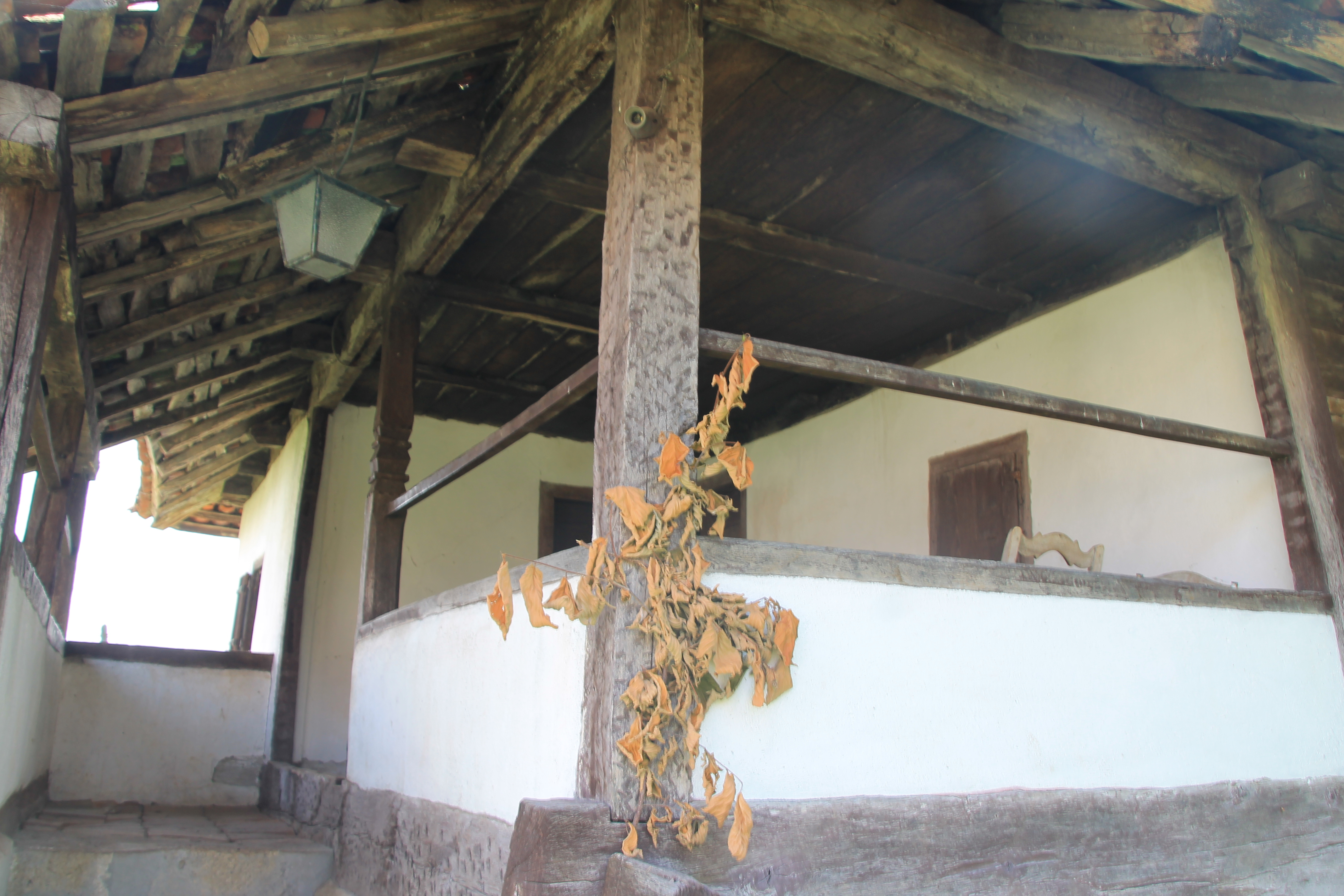
Détail du doksat.
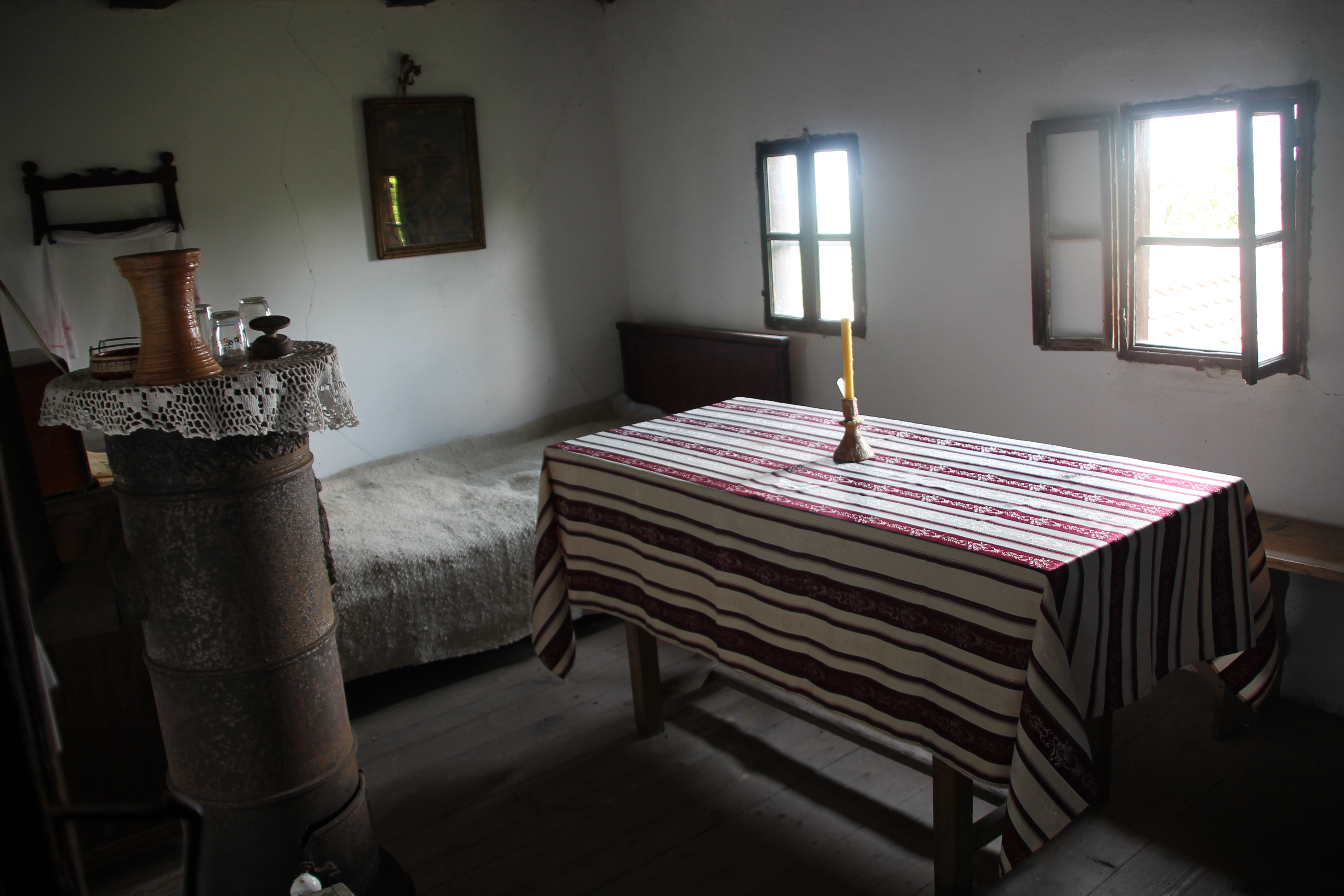
L'intérieur de la maison.
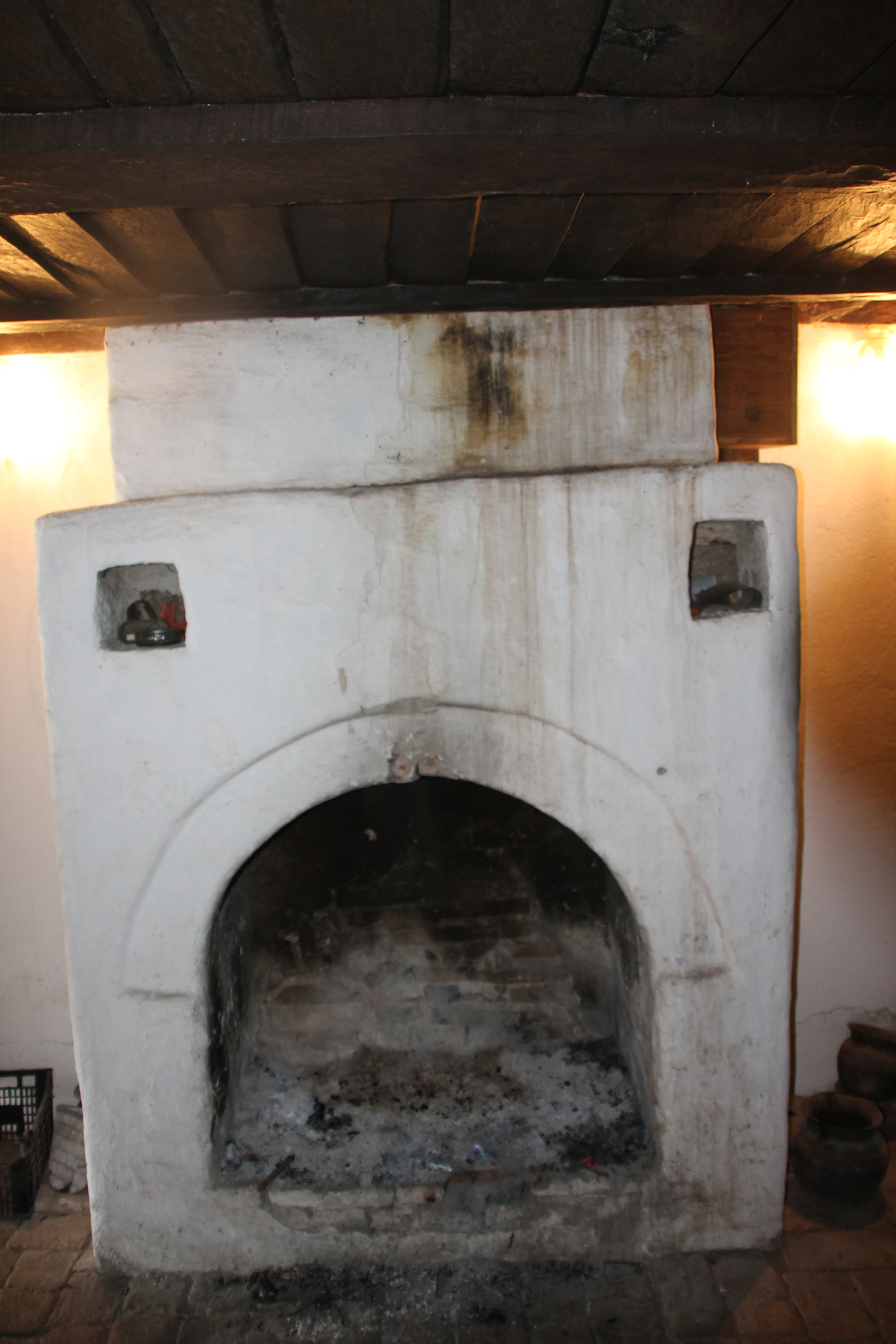
L'intérieur de la maison.